# Leo Tomé
Leonardo di Mello Martins Tomé, hay Leo Tomé (sinh ngày 17 tháng 9 năm 1986) là một cầu thủ bóng đá người Brasil thi đấu cho Farense. Anh cũng mang quốc tịch Bồ Đào Nha.

## Sự nghiệp câu lạc bộ
Anh ra mắt chuyên nghiệp tại Giải bóng đá hạng nhất quốc gia Bồ Đào Nha cho Mafra vào ngày 8 tháng 8 năm 2015 trong trận đấu trước Gil Vicente.